# 松本人志のコントMHK
『松本人志のコント MHK』（まつもとひとしのコント エム・エイチ・ケー）は、NHKで2010年10月15日に放送されていた日本のコント番組。2011年11月5日から5回に渡り毎月第1土曜日にも放送された。松本人志（ダウンタウン）の冠番組。

## 概要

### パイロット版
2010年10月15日放送。ダウンタウンの松本人志が企画・作・構成全てを手がけた、全作撮り下ろしのオリジナルコントを5本披露した。松本が民放を含めた地上波でコントを放送するのは2001年に放送されたフジテレビ系のバラエティ番組『ダウンタウンのものごっつええ感じスペシャル』、日本テレビ系のバラエティ番組『進ぬ!電波少年』から派生した『サスケ』以来、約9年ぶりである。番組名の「MHK」は「MATSUMOTO HITOSHI NO KONTO」（コントの正しい表記は「Conte」）の頭文字から取り、松本自身が決定したものである。「MHK」のロゴは当時の「NHK」のそれをもじったというよりは「N」を「M」に変えただけのものとなっている。
情報誌『日経エンタテインメント!』の密着取材によると、撮影は2010年9月某日、NHK放送センターの101スタジオで行われた。前日16時からセットの建て込みが始まり、当日8時から技術セッティングが開始された。スタッフによるカメラリハーサルや段取り確認などが終わった13時に松本がスタジオ入り、撮影が開始された。1本のコントの撮影に丸1日が費やされた。
ビデオリサーチ調べによる本放送の視聴率は関東地区で6.2%。翌日放送された『仕事の流儀』は7.1%という視聴率であった。

### レギュラー版
毎月第1土曜日の23:30より放送。第1回は2011年11月5日。全5回。放送枠は30分（実質29分）であった。
エンディングテーマ曲は竹原ピストルと水野雄介とホーミータイツの『ふうせんガム〜MHK 2011 ver.〜』。
各回のゲスト出演者は#放送されたコント参照。

## 放送日時

### パイロット版
| 放送   | 地域       | 日時                                                        | 視聴率 | 局         |
| ------ | ---------- | ----------------------------------------------------------- | ------ | ---------- |
| 本放送 | 全国       | 2010年（平成22年）10月15日金曜22:00 - 22:45                 | 6.2%   | 総合テレビ |
| 再放送 | 関西       | 2010年（平成22年）11月10日水曜25:00 - 25:45                 | -      | 総合テレビ |
| 再放送 | その他地域 | 同上 24:15 - 25:00 2011年（平成23年）11月4日金曜2:00 - 2:45 | -      | 総合テレビ |

### レギュラー版
| 回数                             | 放送日時                        | 視聴率 | 備考 |
| -------------------------------- | ------------------------------- | ------ | --- |
| 第1回                            | 2011年11月5日 土曜23:30 - 23:59 | 2.3%   | 浜田雅功がゲスト出演し、ダウンタウンのコンビとしてのコントは『ダウンタウンのものごっつええ感じスペシャル』以来10年ぶり。 |
| 第2回                            | 2011年12月3日 土曜23:30 - 23:59 | 2.4 %  | |
| 第3回                            | 2012年1月7日 土曜23:30 - 23:59  | 2.2 %  | |
| 第4回                            | 2012年2月4日 土曜23:30 - 23:59  | 2.9 %  | |
| 第5回                            | 2012年3月3日 土曜23:30 - 23:59  | 2.1%   | |
| （ビデオリサーチ調べ・関東地区） |                                 |        | |

## スタッフ
- 構成：松本人志／高須光聖、長谷川朝二、倉本美津留、江間浩司（NET WEB）
- 制作統括：松井修平
- プロデューサー：竹本夏絵（よしもとクリエイティブ・エージェンシー）
- 演出：坂井田啓太
- 制作・著作：NHK

## 関連番組
プロフェッショナル 仕事の流儀 松本人志スペシャル
パイロット版の放送翌日となる2010年10月16日に放送。同年3月から松本に長期密着し、当番組のコント制作の舞台裏も取り扱った。
松本人志 大文化祭
NHK BSプレミアムで、レギュラー版第1回の放送当日の2011年（平成23年）11月5日に放送。15:00〜18:45・19:00〜23:30の8時間15分にわたり松本を特集した。過去の漫才やコント（ビデオ『ダウンタウンの流』『HITOSI MATUMOTO VISUALBUM』、『ダウンタウンのごっつええ感じ』等より）、初監督映画『大日本人』、宮本茂（任天堂）との対談、スイス・ロカルノ映画祭に出席した様子を密着取材したドキュメンタリーなどを放送。
- 一人ごっつ→松ごっつ

## DVD
2015年2月25日にDVD（2枚組）がよしもとアール・アンド・シーから発売された。